# 핏비트
핏비트 주식회사(Fitbit, Inc.)는 미국 캘리포니아주 샌프란시스코에 본사를 둔 구글의 자회사다. 제품으로는 피트니스에 수반되는 걸음수, 심박수, 수면의 질, 오른 계단 수, 기타 개인 지표 등의 데이터를 측정하는 스마트 밴드, 무선 통신 지원 웨어러블 테크놀로지 장치들이 있다. 2007년 10월 이전에 이 기업은 한때 헬시 매트릭스 리서치(Healthy Metrics Research, Inc.)라는 이름을 사용하였다.
2018년 12월 3일 출판된 IDC 보고서에 따르면 핏비트는 2018년 3분기 선적 기준에서 샤오미와 애플에 이어 3번째로 큰 웨어러블 기업으로 간주된다.

## 건강에 미치는 영향
과체중이나 비만증이 있는 사람의 경우 2016년 연구에 따르면 표준 행동 개입에 웨어러블 기술을 함께 사용하면 2년 뒤 일반적인 체중 감소 간섭에 비해 더 적은 체중 감소를 보인다. 해당 장치를 통해 사람들이 운동한 양이나 식단을 변화시켰다는 증거는 없었다. 이러한 장치들의 사용이 어린이들이 관여하는 육체 활동의 정도에 영향을 미치는 바는 명확치 않다.

## 제품

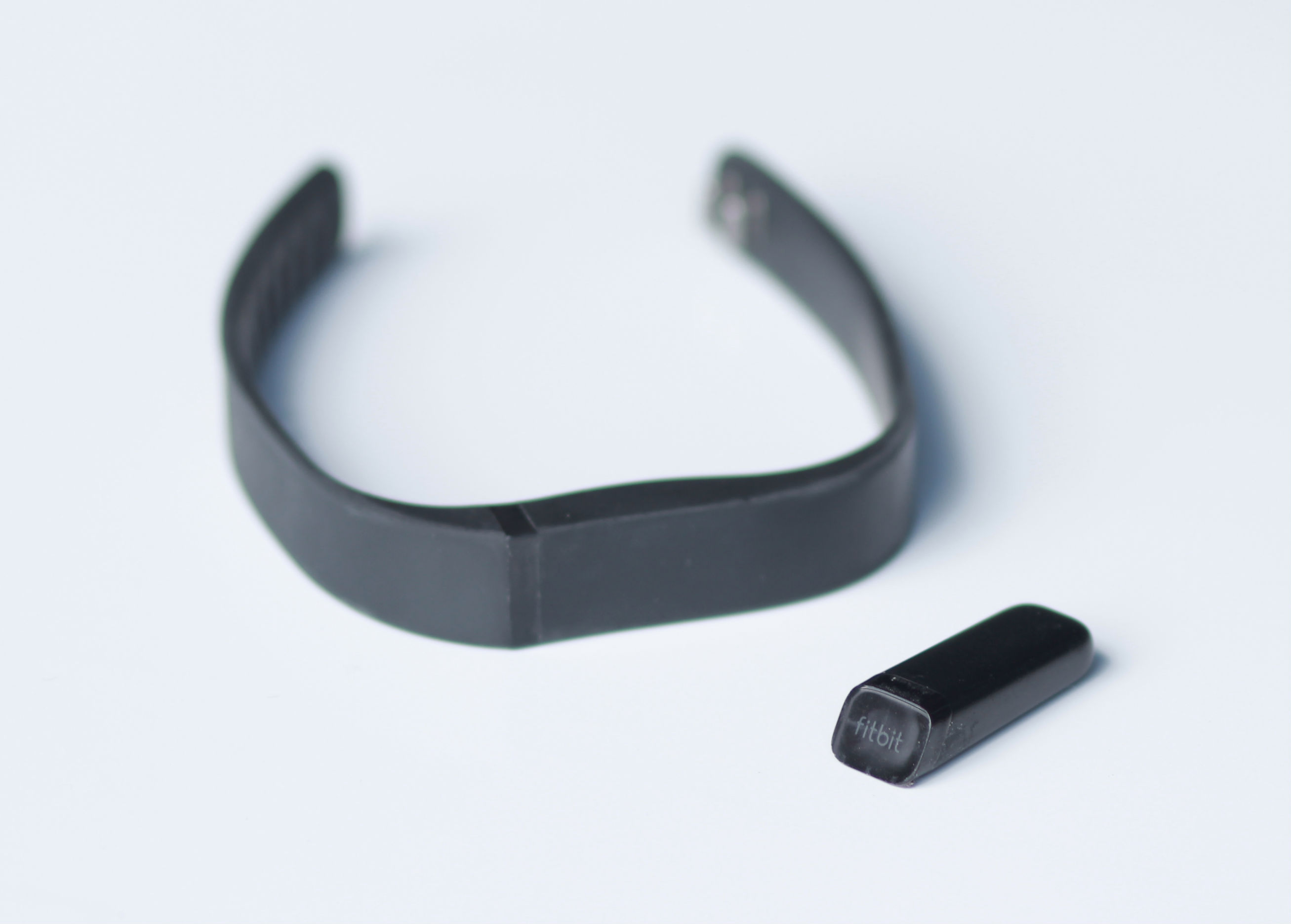
핏비트 플렉스.

활동 추적기와 함께 핏비트는 iOS, 안드로이드, 윈도우 10 모바일용 모바일 앱과 웹사이트를 제공한다. 해당 추적기들은 블루투스를 통해 휴대전화와 같은 기기들과 동기화할 수 있으며 블루투스가 장착된 윈도우 또는 macOS을 구동하는 컴퓨터와도 동기화가 가능하다. 사용자들은 시간에 따른 추적을 위해 자신의 음식, 활동, 몸무게를 기록하는 기능이 있으며 단계, 소모 칼로리, 걸은 거리를 위해 자신만의 일일, 주간 목표를 세울 수 있다.
앱 사용자가 자신의 추적기를 지속해서 사용할 경우 칼로리의 증감률을 보다 더 정확하게 측정할 수 있다. 그러나 이 앱은 라이프스타일 앱에서 칼로리를 측정하기 위해서 추적기 없이 사용할 수 있다. 이 앱은 커뮤니티 페이지를 제공함으로써 사용자들이 스스로에게 도전하거나 다른 사용자들과 경쟁할 수 있다. 소셜 요소는 운동 증가를 예측함으로써 앱에 친구들이 있을 때 사용자들이 하루 평균 700보를 더 걷는지를 확인한다. 사용자들은 자신들의 진행 사진과 성취 배지를 공유하도록 지정할 수 있다.
출시된 최초 제품은 핏비트 트래커(Fitbit Tracker)였다. 이 기업은 2017년 10월 핏비트 아이오닉 스마트워치를 300달러 가격으로 출시했으며 이 제품은 디자인이 개정되고 더 가격이 저렴한 스마트워치 Versa에 의해 보충되었다.
2018년 10월 선보인 손목시계같은 건강 및 피트니스 추적기인 핏비트 차지 3(Fitbit Charge 3)은 산소 포화도(SPO2) 센서 기능을 하는 최초의 장치이다. 이 장치는 터치스크린 디스플레이, 목표 기반 운동 모드, 일부 스마트 기능을 제공한다.
핏비트 차지 3은 2개의 각기 다른 크기의 밴드로 출시된다: 작은 것과 큰 것. 작은 것은 대략 5.5~7.1 인치이며 큰 것은 7.1~8.7 인치이다. 게다가 화면은 차지 2에 비해 대략 40% 더 큰 편이다. 핏비트 차지 3은 2색 콤보로 출시된다: 블루 그레이 밴드의 로즈-골드 케이스, 블랙 밴드의 그래파이트 알루미늄 화면 케이스.
2018년 12월 17일, 핏비트는 핏비트 OS 3.0을 발표했으며, 이는 몸무게와 수분 섭취, 목표 기반 운동 모드를 위해 확장된 온 디바이스 대시보드, 온 디바이스 고속 기록 기능을 갖춘 버전이다. 이 새롭게 확장된 온 디바이스 대시보드(핏비트 투데이)는 수면, 수분 섭취, 몸무게와 관련된 더 많은 통계와 데이터를 포함한다.

## 같이 보기
- 가르민
- 마이크로소프트 밴드
- 스마트워치